# Huixing, Henan
Huixing (kinesiska: 会兴, 会兴镇) är en köping i Kina. Den ligger i provinsen Henan, i den centrala delen av landet, omkring 220 kilometer väster om provinshuvudstaden Zhengzhou. Huixing ligger vid sjön Sanmenxia Shuiku.
Genomsnittlig årsnederbörd är 661 millimeter. Den regnigaste månaden är juli, med i genomsnitt 151 mm nederbörd, och den torraste är december, med 3 mm nederbörd.